# Estátua de Baphomet
A estátua de Baphomet é uma escultura de bronze encomendada pelo Templo Satânico que representa o símbolo do oculto com cabeça de cabra e asas. Revelada pela primeira vez em Detroit em 2015, a estátua tem 2,6 metros de altura e apresenta um pentagrama proeminente, além de dois jovens sorridentes olhando para a figura central sentada. A exibição pública da peça, ou a mera sugestão de sua exibição, tem sido um elemento-chave das ações do Templo Satânico que defendem a separação Igreja-Estado. A produção da estátua e sua notoriedade precoce são apresentadas no documentário Hail Satan? (2019).

## História

### Origens
O Templo Satânico iniciou uma campanha de financiamento coletivo no Indiegogo em 2014 para criar um monumento satânico representando Baphomet e duas crianças, com a intenção de exibi-lo no Capitólio Estadual de Oklahoma. Os esforços de arrecadação de fundos do grupo visavam erguer a estátua em resposta ao Monumento aos Dez Mandamentos instalado pelo representante do estado de Oklahoma Mike Ritze em 2012. O artista Mark Porter forjou a escultura na Flórida usando o desenho de Éliphas Lévi como base para Baphomet.

### Revelação pública
A peça foi vista publicamente pela primeira vez em 25 de julho de 2015 em um evento organizado pelo capítulo de Detroit do Templo Satânico, em meio a protestos de organizações religiosas. Os 700 participantes da cerimônia de inauguração tiveram que "vender suas almas a Satanás' para receber um ingresso, uma tática que o Templo afirmou ter sido feita para "afastar algumas das pessoas supersticiosas mais radicais que tentariam minar o evento".
A Time observou que “o grupo não 'promove a crença em um Satanás pessoal'. Pela sua lógica, Satanás é uma abstração, ... 'uma figura literária, não uma divindade — ele representa a racionalidade, o ceticismo, o falar a verdade ao poder, mesmo com grande custo pessoal". A Time também comentou sobre a revelação da estátua, escrevendo "Chame-lhe de gótico libertário, talvez — alguma permutação mais sombria da cruzada de Ayn Rand pelo livre arbítrio. Uma testemunha na milícia do Templo Satânico uma certa reação instintiva a invasões de liberdades pessoais, especialmente quando essas invasões vêm com um crucifixo nas mãos. A estátua de Baphomet é a réplica desafiante do Templo Satânico du jour".

### Capitólio Estadual de Oklahoma
Inicialmente comissionado para ser instalado ao lado dos Dez Mandamentos fora do Capitólio Estadual de Oklahoma, o Templo Satânico se ofereceu para doar Baphomet para exibição nos jardins do Capitólio. Após o litígio da Prescott v. Oklahoma Capitol Preservation Commission concluir com uma ordem da Suprema Corte do Estado para remover o monumento dos Dez Mandamentos, o Templo Satânico retirou seu pedido de colocar Baphomet em propriedade pública de Oklahoma.

### Capitólio Estadual do Arkansas
A estátua foi exibida em um caminhão estacionado em frente ao prédio do Capitólio Estadual do Arkansas por várias horas em 16 de agosto de 2018 para um evento organizado em protesto ao Monumento aos Dez Mandamentos no Capitólio do Arkansas. Depois que um pedido formal para instalar o Baphomet foi recusado, em violação do direito à igualdade de proteção, foi concedida aos membros do Templo Satânico legitimidade legal para contestar o monumento dos Dez Mandamentos.